# Diritto dell'Unione europea
Il diritto dell'Unione europea (anche diritto unionale europeo o diritto unionale o diritto eurounitario, già noto come diritto delle comunità europee o diritto comunitario) è l'insieme di norme giuridiche relative all'organizzazione e allo sviluppo dell'Unione europea.

## Storia
Nella storia dell'Unione Europea, alla nascita delle prime forme embrionali quali la CECA (1951) e poi la CEE (1957), non esisteva un vero e proprio diritto comunitario, ma le Comunità esistenti operavano sostanzialmente come organizzazioni internazionali dotate di particolari poteri.
Un vero e proprio diritto comunitario sorse con l'esercizio - da parte degli organi comunitari - della potestà di emanare atti nelle materie di competenza, in virtù dell'attribuzione pattizia della competenza per materia. In tal modo fu accettato, da parte degli stati membri, il metodo comunitario, a discapito del metodo tradizionale intergovernativo che era stato seguito dalla fine della seconda guerra mondiale e che pur aveva dato numerosi risultati.

## Descrizione
L'insieme di tali norme non si inquadra all'interno del diritto internazionale pubblico. Infatti, sebbene condivida con quest'ultimo il carattere di "sovranazionalità", allo stesso tempo se ne distacca per la presenza al suo interno, di una serie di elementi tipici del diritto "nazionale" e "interno".
Il sistema comunitario prevede:
- la prevalenza degli organi di individui, che siedono negli stessi a titolo individuale e non in rappresentanza di Stati;
- il principio maggioritario, che sostituisce quello dell'unanimità e rende più efficace il processo di formazione delle decisioni comunitarie;
- il potere di adottare atti vincolanti, e non solo di natura raccomandatoria;
- l'adozione di un sistema di controllo giurisdizionale di legittimità sugli atti così emanati.

Ad esempio, nel diritto comunitario è presente un vero e proprio sistema sanzionatorio in caso di non osservanza delle sue norme. Soprattutto, v'è la possibilità che destinatari delle norme di questo ordinamento siano anche i privati e non solo gli Stati Membri dell'Unione. Tali caratteristiche evidenziano quindi come il "Diritto Comunitario" si ponga in posizione intermedia fra il diritto "internazionale" e il diritto "nazionale", rappresentando una sorta di tertium genus a sé stante.
Tale connotato è rafforzato dal fatto che gli Stati membri hanno trasferito all'Unione Europea, in determinate materie, una parte delle proprie prerogative e della propria potestà normativa e amministrativa, in passato ordinariamente esercitata in ambito strettamente interno. Così, in queste materie, gli Stati nazionali non possono più emanare normative in contrasto con le fonti del diritto comunitario.
Il diritto sovranazionale dell'Unione europea non produce un effetto invalidante e derogatorio del diritto nazionale. Il primato di applicazione del diritto europeo non investe le disposizioni contrastanti del diritto dello Stato membro nella loro pretesa di validità, ma si limita a inibirne l'applicazione nella misura in cui i trattati lo prescrivono e nella misura in cui l'ordine di esecuzione nazionale, dato dalla legge di ratifica, lo consente. Il diritto nazionale in contrasto con quello comunitario e dell'Unione è disapplicabile solo nella misura in cui lo pretende il contenuto normativo opposto del diritto comunitario e dell'Unione .
Il primato di applicazione del diritto europeo resta quindi, anche dopo l'entrata in vigore del Trattato di Lisbona, un istituto derivato, fondato su un trattato internazionale che solo in virtù dell'ordine di esecuzione contenuto nelle leggi nazionali di ratifica produce effetti giuridici negli Stati membri. L'istituto del primato di applicazione non è esplicitamente previsto nei trattati, ma si è formato, in via interpretativa, per opera della giurisprudenza della Corte di giustizia nella prima fase dell'integrazione europea e questo non cambia  il nesso di derivazione.
Fino al Trattato di Lisbona, diritto penale e diritto amministrativo (nelle materie non di competenza dell'Unione) restavano competenza esclusiva degli Stati membri ed erano oggetto di metodo intergovernativo nell'ambito dei cosiddetti "secondo pilastro" e "terzo pilastro" del Trattato di Amsterdam. Il Trattato di Lisbona nel 2009, tuttavia, ha introdotto la possibilità per l'Unione Europea di legiferare in materia penale con direttive - non con regolamenti immediatamente esecutivi - che devono poi essere recepiti dagli Stati membri. Il primo testo di questo tipo era la Direttiva 2011/36/UE concernente la prevenzione e la repressione della tratta di esseri umani e la protezione delle vittime, il secondo è la Direttiva 2011/92/UE che armonizza le legislazioni penali in tema di pedofilia e pedopornografia.

## Le fonti

### Diritto primario
- Trattati istitutivi dell'Unione Europea e testi con valore equiparato, in particolare: il Trattato di Maastricht, il Trattato sul funzionamento dell'Unione europea, i loro allegati (compreso lo Statuto della Corte di Giustizia) e la Carta dei diritti fondamentali dell'Unione europea;
- Principi generali di diritto comuni agli Stati membri, fra cui:
  - Principio della certezza del diritto;
  - Principio di irretroattività della legge penale;
  - Principio di proporzionalità dell'azione amministrativa;
  - Principio del rispetto dei diritti acquisiti;
  - Principio dell'affidamento dei terzi in buona fede;
  - Principio di sussidiarietà;
  - Principio di leale cooperazione;
  - Principio di legalità;
  - Principio di non discriminazione: desunto dall'art.12 TCE, che vieta le discriminazioni in base alla nazionalità, e dall'art. 13 per combattere le discriminazioni fondate sul sesso, la razza o l'origine etnica, la religione o le convinzioni personali, gli handicap, l'età e le tendenze sessuali;
  - Principio di precauzione, con riguardo ai rischi per la sicurezza, la salute e l'ambiente;
- Principi generali propri del Diritto Comunitario, quali:
  - Principio di libera circolazione di merci, persone, servizi e capitali;
  - Principio dell'effettività e non discriminatorietà della tutela giurisdizionale;
  - Principio di solidarietà tra gli Stati membri;
  - Principio della preferenza comunitaria;
  - Principio del mutuo riconoscimento;
  - Principio della diretta applicabilità del Diritto comunitario;

### Diritto internazionale
Si pone in una posizione intermedia tra diritto primario e diritto derivato, ed è composto da:
- Consuetudinario, quando non derogato dai Trattati istitutivi;
- Pattizio, quando vincola l'Unione.
- Diritto comunitario derivato, che si esplica nei seguenti atti[4]:
  - Regolamenti: atti a portata generale e astratti, direttamente applicabili negli ordinamenti di tutti gli Stati membri a tutti i soggetti;
  - Direttive: atti che vincolano gli stati membri al raggiungimento dei risultati per i quali sono state emanate, lasciando a questi la scelta della forma e dei mezzi giuridici più idonei con i quali raggiungerli.
Le direttive, in genere, non sono direttamente applicabili e obbligatorie negli stati membri. Esistono comunque dei casi in cui si ritiene che ciò avvenga: quando impongano un obbligo meramente negativo e non necessitino, quindi, di norme applicative, quando si limitino a chiarire norme già presenti nei Trattati, quando impongano obblighi chiari, precisi e incondizionati (direttive dettagliate o self executing) ossia lascino agli Stati uno spazio discrezionale minimo o nullo nella scelta delle modalità per raggiungere il risultato voluto.
Si ritiene che, nel caso delle direttive dettagliate non tempestivamente recepite, l'efficacia diretta si manifesti solo in senso verticale, ossia nei rapporti tra soggetti privati e amministrazione pubblica, comportando un obbligo risarcitorio da parte dello Stato nei confronti del singolo, persona fisica o persona giuridica, che abbia subito danni a causa della mancata attuazione della direttiva.
La giurisprudenza comunitaria esclude, al contrario, un'applicabilità orizzontale, nei rapporti tra privati; il tema, tuttavia, è tutt'altro che pacifico e non mancano casi in cui si è data applicazione orizzontale ad alcune direttive non attuate, ad es. in materia di pari opportunità o di sicurezza sul lavoro.
Le Direttive possono essere generali (se indirizzate alla generalità degli Stati membri), o particolari (se previste nei confronti di uno o alcuni di essi)
  - Decisioni: atti con portata individuale, indirizzati a singoli Stati membri o a soggetti privati e obbligatori in tutti i loro elementi soltanto per i destinatari;
  - Raccomandazioni: atti non vincolanti diretti a sollecitare il destinatario ad adottare un determinato comportamento, o a cessare da un comportamento specifico (in relazione agli interessi comuni dei Paesi membri);
  - Pareri: atti non vincolanti destinati a fissare il punto di vista dell'istituzione che lo emette, in ordine a una specifica questione.
  - Atti atipici (Regolamenti interni delle Istituzioni Comunitarie, risoluzioni, accordi interistituzionali, dichiarazioni comuni, posizioni comuni, codici di condotta, libri "verdi" e libri "bianchi").

### Giurisprudenza della Corte di giustizia dell'Unione europea
La Corte di giustizia dell'Unione europea è l'istituzione giurisdizionale dell'Unione europea che ha sede a Lussemburgo (CGUE) istituita con lo specifico compito di garantire l'osservanza del diritto comunitario nell'interpretazione e nell'applicazione dei trattati fondativi dell'Unione europea; pertanto la sua interpretazione del diritto primario o derivato dell'Unione entra a far parte a sua volta, con la forza del giudicato, delle fonti vincolanti dell'ordinamento giuridico dell'Unione.
La tutela giurisdizionale dell'Unione europea è affidata a tre organi giurisdizionali con differenti e coordinate competenze: la Corte di giustizia (creata nel 1952), il Tribunale (creato nel 1988) il Tribunale della funzione pubblica (creato nel 2004 e poi soppresso nel 2016).

## Violazioni e sanzioni
La giurisprudenza europea prevede che tutti gli organi dello Stato, ivi comprese le autorità amministrative e gli enti locali, sono tenuti a disapplicare la normativa nazionale contrastante con il diritto dell’Unione provvisto di efficacia diretta "ovvero, dove possibile, ad interpretare la prima conformemente al secondo, adottando i provvedimenti necessari ad assicurare ed agevolare la piena efficacia di tale diritto, al fine anche di non coinvolgere la responsabilità dello Stato di appartenenza". Pertanto, se viene meno ad un dovere derivante dal diritto dell’Unione, lo Stato dovrà risponderne appieno, senza potersi trincerare dietro le prerogative della funzione esercitata da chi abbia materialmente commesso il danno, in considerazione dell’indifferenza dell’organo che abbia causato il danno.
Per il persistente inadempimento della normativa europea - che derivasse dalla condotta (o dalla mancata condotta) di altri soggetti pubblici (regioni, altri enti pubblici o soggetti equiparati) - opera poi la legge 24 dicembre 2012, n. 234  (Norme generali sulla partecipazione  dell'Italia  alla  formazione  e all'attuazione della normativa e delle politiche dell'Unione europea), che all'articolo 37 prevede l'intervento del Presidente del consiglio nell'ambito delle misure   urgenti   per   l'adeguamento   agli   obblighi    derivanti dall'ordinamento dell'Unione europea, mentre all'articolo 43 prevede il diritto di rivalsa dello Stato nei confronti di regioni  o  di  altri enti pubblici responsabili di violazioni  del  diritto  dell'Unione europea.